# Sepänlinna
Sepänlinna är en ö i Finland. Den ligger i sjön Kuolimo och i kommunerna Sankt Michel och Savitaipale och landskapen  Södra Karelen och Södra Savolax, i den södra delen av landet, 180 km nordost om huvudstaden Helsingfors. Öns area är 0,1 hektar och dess största längd är 80 meter i sydöst-nordvästlig riktning.